# Alho
São designadas como alho algumas plantas do género Allium (mas não só), embora o termo se aplique especificamente ao Allium sativum, uma planta perene cujo bolbo ("cabeça de alho"), composto por folhas escamiformes ("dentes de alho"), é comestível e usado tanto como tempero como para fins medicinais.

## Nomes comuns
A espécie Alium sativum dá ainda pelos seguintes nomes comuns: alho-hortense, alho-ordinário, alho-vulgare alho-manso.

## Descrição
A Alium sativum trata-se de uma planta bolbosa vivaz. Destaca-se pelo bolbo arredondado, comummente designado «cabeça», o qual é composto por 10 a 12 dentes, os quais se encontram envoltos por uma casca, de cor branca, cor-de-rosa ou arroxeada.
Conta ainda com folhas lineares e achatadas, que cobrem a metade inferior do caule.
Por seu turno, o caule, que parte do bolbo, é cilíndrico, medindo entre 25 a 100 centímetros de comprimento. Quanto à umbela, esta pode ostentar entre dois centímetros e meio a cinco centímetros de diâmetro, dispondo de poucas flores e muitos bolbos pequenos.
O perianto é em forma de copo, contando com segmentos de 3 a 5 milímetros, que apresentam uma coloração que alterna entre o verde-alvadio e o cor-de-rosa.

## Distribuição
Trata-se de uma espécie cosmopolita, que pode ter tido origem no Próximo Oriente e na Ásia Central.

## Culinária
Na culinária, o alho insere-se na família dos condimentos acres. Pode ser utilizado de diversas formas: cru, refogado, picado, em rodelas, etc, conforme os gostos, que são pouco unânimes. Em geral, os povos mediterrânicos são os maiores apreciadores, empregando-o, geralmente, juntamente com o tomate e a cebola.  Quando consumido em quantidades elevadas, esse odor pode tornar-se evidente no suor de quem o ingeriu.
Para fazer o chá de alho coloque a água no fogo alto até levantar fervura e coloque no recipiente com os alhos picados e tampe se achar necessário adicione mel ou até mesmo limão.

### Técnicas culinárias
No âmbito da culinária profissional, há uma metodologia prescritiva própria no que respeita ao acto de descascar e cortar alhos, a qual passa, primeiramente por esmagar a cabeça de alho com as mãos, separando em seguida os dentes. Posteriormente, passa por pelar o dente de alho, com o auxílio de uma faca de legumes. Sendo que, por fim, remata com o corte dos dentes de alho, o qual pode ser das seguintes formas: ao meio; laminado; esmagado; ou picado.

## Compostos químicos
Contém aliinas, mais concretamente sulfóxidos de alquilcisteína, o qual na sequência da hidrólise, pelo processo de  aliinase, dá origem a uma pluralidade de produtos voláteis odoríferos como a alicina e sulfuretos hidrossolúveis.
É composto ainda por fructanos (cerca de 75%), açúcares redutores (15%), compostos tiociânicos (nomeandamente o tiocianato de alilo), sais minerais (a saber: o ferro, silício e o iodo), saponina e vestígios de vitaminas (A, B2, B6, C).

## Etnofarmacologia e etnomedicina
O alho conhece notável uso histórico na confecção de mezinhas usadas no tratamento de doenças ateroscleróticas e hiperlipidemias. Devido aos frutanos nele contidos, o alho contribui para a prevenção de acções urinárias, pela acção diurética e antibacteriana.
Foi também lautamente empregue na confecção de preparados para combater a gripe, sinusites, bronquites e outras maleitas respiratórias.
Os compostos sulfurados supramencionados na rubrica anterior, principalmente os hidrossolúveis contribuem para a diminuição da agregação plaquetária e do aumento da actividade fibrinolítica. Com efeito, são-lhe reconhecidos, ainda, propriedades anti-helminticas, anti-parasitarias e repelentes.
A Farmacopeia Portuguesa, no vol. VII, menciona o alho em pó, enquanto produto farmacopeico que, seja liofilizado ou seco a temperatura inferior a 65º C, deve conter, no mínimo, 0,45% de alicina, calculada em relação ao fármaco seco.

### Estudos
De acordo com uma pesquisa in vivo feita recentemente pela Universidade de Brasília e pela Empresa Brasileira de Pesquisa Agropecuária de Hortaliças (Embrapa Hortaliças), em 2010, averiguou-se que o alho pode contribuir para a redução do infarto agudo do miocárdio.
Estudos em animais demonstraram que o alho possui um grande potencial como inibidor de enzimas responsáveis pela activação de agentes cancerígenos. Também é eficaz na diminuição da inflamação, na redução do crescimento de células cancerígenas, estimulando também a autodestruição destas sem perturbar células normais, na reparação do ADN, e na capacidade de limitar a proliferação de cancro, já que pode impedir o desenvolvimento de vasos sanguíneos que alimentam tumores.

### Contra-indicações
O consumo ou aplicação de alho e dos seus derivados pode ter efeitos contra-indicativos sobre hemorragias activas, pré e pós-operatórias, trombocitopenia e tratamentos com anticoagulantes.

### Toxicidade
Embora o alho apresente baixos níveis de toxicidade, o seu consumo exagerado pode conduzir a irritações gastrintestinais e a reacções alérgicas. Por via externa, no contacto cutâneo, exposições exageradas ao alho também podem conduzir a dermatites de contacto.

### Doses recomendadas pelaEuropean Scientific Cooperative on Phytotherapy
No que respeita à profilaxia da arteriosclerose para adultos, faz-se a recomendação de uma dose diária entre os 6 a 10 milígramas de alicina, sendo que 3 a 5 milígramas de alicina equivalem sensivelmente a um dente de alho ou entre meio grama a um grama de pó de alho.

Relativamente a afecções respiratórias, a dose recomendada varia entre os 2 a 4 milígramas de pó de alho ou então a 2 a 4 mililitros de tintura (1:5).

## Classificação comercial

### Portugal
Comercialmente, em Portugal, a classificação e tutela legal do alho é regida ao abrigo do Regulamento europeu n.º 10/65/CEE de 16 de Janeiro de 1965.
No que concerne à definição legal do produto, entende-se por «alho» os cultivares da espécie «Allium sativum L.» destinados à comercialização e consumo, podendo ser postos à venda num dos seguintes estados legalmente prefigurados: «fresco», «meio-seco» ou «secos», sendo que deste rol se excluem os alhos que se destinam a serem transformados.
- «Alho fresco» corresponde ao produto cujo caule é verde e cuja película exterior do bolbo se encontra ainda em estado fresco;[20]

- «Alho meio-seco» corresponde ao produto cujo caule e película exterior do bolbo não estão completamente secos;[20]

- «Alho seco» corresponde o produto cujo caule e película exterior do bolbo e película que rodeia os dentes estão completamente secos;[20]

Há 3 categorias legais de alho: «extra»; «categoria I» e «categoria II». Cada categoria prescreve níveis de rigor diferentes em relação ao cumprimento com aos requisitos mínimos de qualidade, previstos e enumerados no ponto III do sobredito diploma legal, bem como níveis de tolerância às imperfeições diferentes, previstos e tabelados no ponto IV deste diploma legal.
Cada categoria de alho prescreve calibragens legais diferentes, ou seja, prefigura dimensões-padrão diferentes para os alhos. Deste modo, a categoria «extra» fixa como diâmetro mínimo. para os bolbos de alho, os 45 milímetros, ao passo que as categorias I e II se comedem com os 30 milímetros.
Sem embargo, a esta regulamentação acresce, quando os alhos são vendidos aos molhos, a imposição de certas dimensões mínimas para o desvio-padrão entre o alho mais pequeno e o alho maior do molho.
Quanto aos modos de apresentação comercial, os alhos podem ser comercializados:
- em separado, pelo que deverão ter os caules separados e cortados, com comprimentos nunca superiores a 10 centímetros nos alhos frescos e meio-secos e 3 centímetros nos alhos secos;[20]
- aos molhos, sendo que cada molho de alhos deverá estar atado por fio, rafia ou material quejando, e ser composto, no mínimo, por 6 bolbos de alho, quando se trate de alhos frescos ou meio-secos e 12 bolbos de alho, quando se trate de alhos secos;[20]
- às tranças, compostas por um mínimo de 24 bolbos de alho, no caso dos alhos secos ou meio-secos;[20]

### Brasil
Comercialmente, no Brasil, a classificação do alho é determinada pela Portaria n.º 242, de 17 de setembro de 1992, do Ministério da Agricultura e Reforma Agrária.
Pela Portaria, o alho é classificado em:
- Grupos: de acordo com a coloração da película do bulbilho.
- Subgrupos: de acordo com o número de bulbilhos por bulbo.
- Classes: de acordo com o maior diâmetro transversal do bulbo.

- Tipos: de acordo com a percentagem de bulbos com defeitos graves e/ou gerais contidos na amostra.

#### 1 Grupos
De acordo com a coloração da película do bulbilho, o alho é classificado em dois grupos:
- Branco: quando a coloração for branca.
- Roxo: quando a coloração for roxa.

#### 2 Subgrupos
De acordo com o número de bulbilhos por bulbo, o alho é classificado em dois subgrupos:
- Nobre: o que apresentar de 5 a 20 bulbilhos por bulbo.
- Comum: o que apresentar mais de 20 bulbilhos por bulbo.

#### 3 Classes
De acordo com o maior diâmetro transversal do bulbo, o alho é enquadrado nas seguintes classes.
- Classe 7 - mais de 56 mm
- Classe 6 - mais de 47 até 56 mm
- Classe 5 - mais de 42 até 47 mm
- Classe 4 - mais de 37 até 42 mm
- Classe 3 - mais de 32 até 37 mm
- Classe Misturada:
- O alho é considerado da classe misturada quando:
  - a soma das misturas das classes imediatamente superior e inferior for maior que 30%;
  - a mistura da classe inferior for maior que 20%;
  - houver mistura de mais de duas classes na dominante.
- Assim sendo, não é permitida a presença de bulbos da classe 3 nas classes 5, 6 e 7, da
- classe 4 nas classes 6 e 7 e da classe 5, na classe 7.

#### 4 Tipos
- Qualquer que seja o grupo, subgrupo e a classe a que pertença, o alho será classificado em três tipos: EXTRA, ESPECIAL e COMERCIAL, de acordo com os percentuais de defeitos
- gerais e/ou graves estabelecidos na Portaria.

A Classificação do Alho em Réstia também é determinada pela mesma Portaria.

## Produção mundial
| País                                     | Produção em 2018 (toneladas anuais) |
| ---------------------------------------- | ----------------------------------- |
| China                                    | 22 273 802                          |
| Índia                                    | 1 721 000                           |
| Bangladesh                               | 461 970                             |
| Coreia do Sul                            | 331 741                             |
| Egito                                    | 286 213                             |
| Espanha                                  | 273 476                             |
| Estados Unidos                           | 260 340                             |
| Uzbequistão                              | 254 857                             |
| Rússia                                   | 211 981                             |
| Myanmar                                  | 207 094                             |
| Argélia                                  | 202 201                             |
| Ucrânia                                  | 187 020                             |
| Argentina                                | 148 156                             |
| Turquia                                  | 143 207                             |
| Etiópia                                  | 124 801                             |
| Brasil                                   | 118 837                             |
| Fonte: Food and Agriculture Organization |                                     |

## Outros tipos de "alho"
São também designadas como alho as seguintes plantas:
- Alho-da-campina - o mesmo que alho-do-mato
- Alho-das-vinhas (Allium vineale)
- Alho-de-espanha (Allium scorodoprasum)
- Alho-do-campo - o mesmo que alho-do-mato
- Alho-do-mato (Cipura paludosa)
- Alho-espanhol - o mesmo que alho-de-espanha
- Alho-francês - o mesmo que alho-porro
- Alho-grosso-de-espanha - o mesmo que alho-de-espanha
- Alho-macho - o mesmo que alho-porro
- Alho-mágico (Allium nigrum)
- Alho-mourisco - o mesmo que Alho-de-espanha
- Alho-negro - o mesmo que Alho-mágico
- Alho-ordinário - o mesmo que alho (Allium sativum)
- Alho-poró - o mesmo que alho-porro
- Alho-porro (Allium porrum) ou porro-hortense (segundo alguns autores, pode ser considerado apenas como uma variante de Allium ampeloprasum)
- Alho-porró - o mesmo que alho-porro
- Alho-porrô - o mesmo que alho-porro
- Alho-porro-bravo (Allium ampeloprasum)
- Alho-rocambole - o mesmo que alho-de-espanha
- Alho-rosado (Allium roseum)
- Alho-sem-mau-cheiro (Nothoscordum gracile e Nothoscordum striatum)
- Alho-silvestre (Nothoscordum striatum)

## Folclore
Na tradição oral judaico-cristã, há o mito de que o alho despontou da primeira pegada - a do pé esquerdo- deixada por Satanás, quando abandonou o Jardim do Paraíso. Sendo que da segunda pegada -a do pé direito- despontou o Allium cepa, comummente conhecido como cebola.

## Galeria

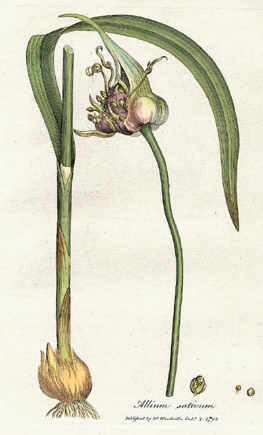
Allium sativum
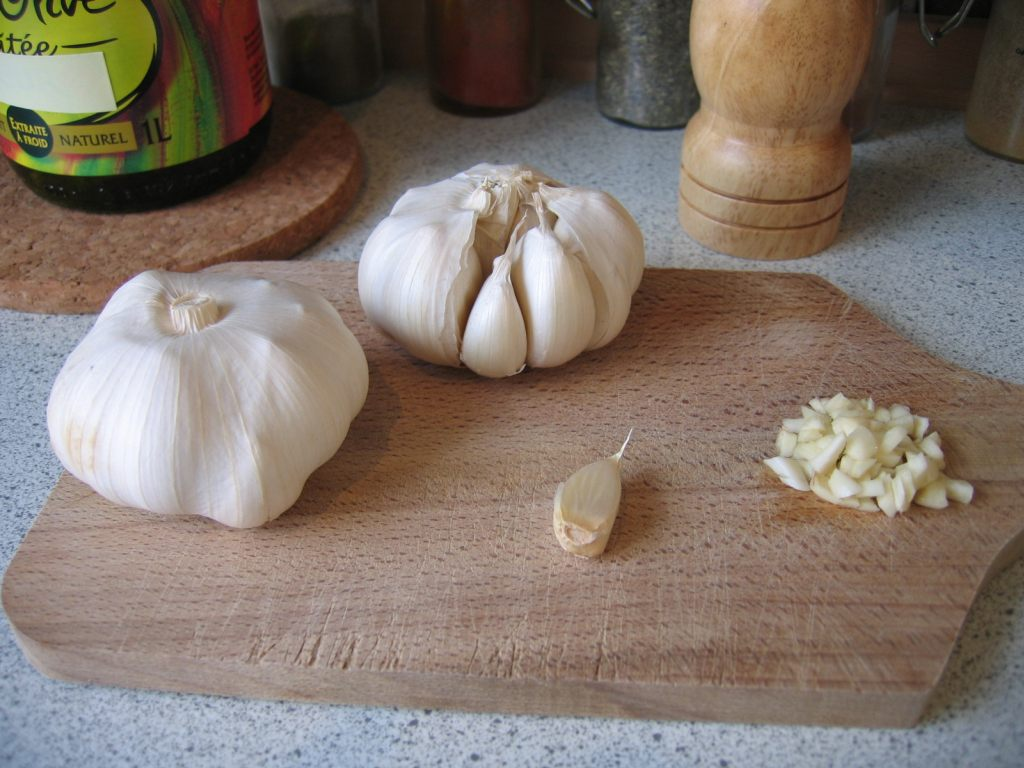
Alho
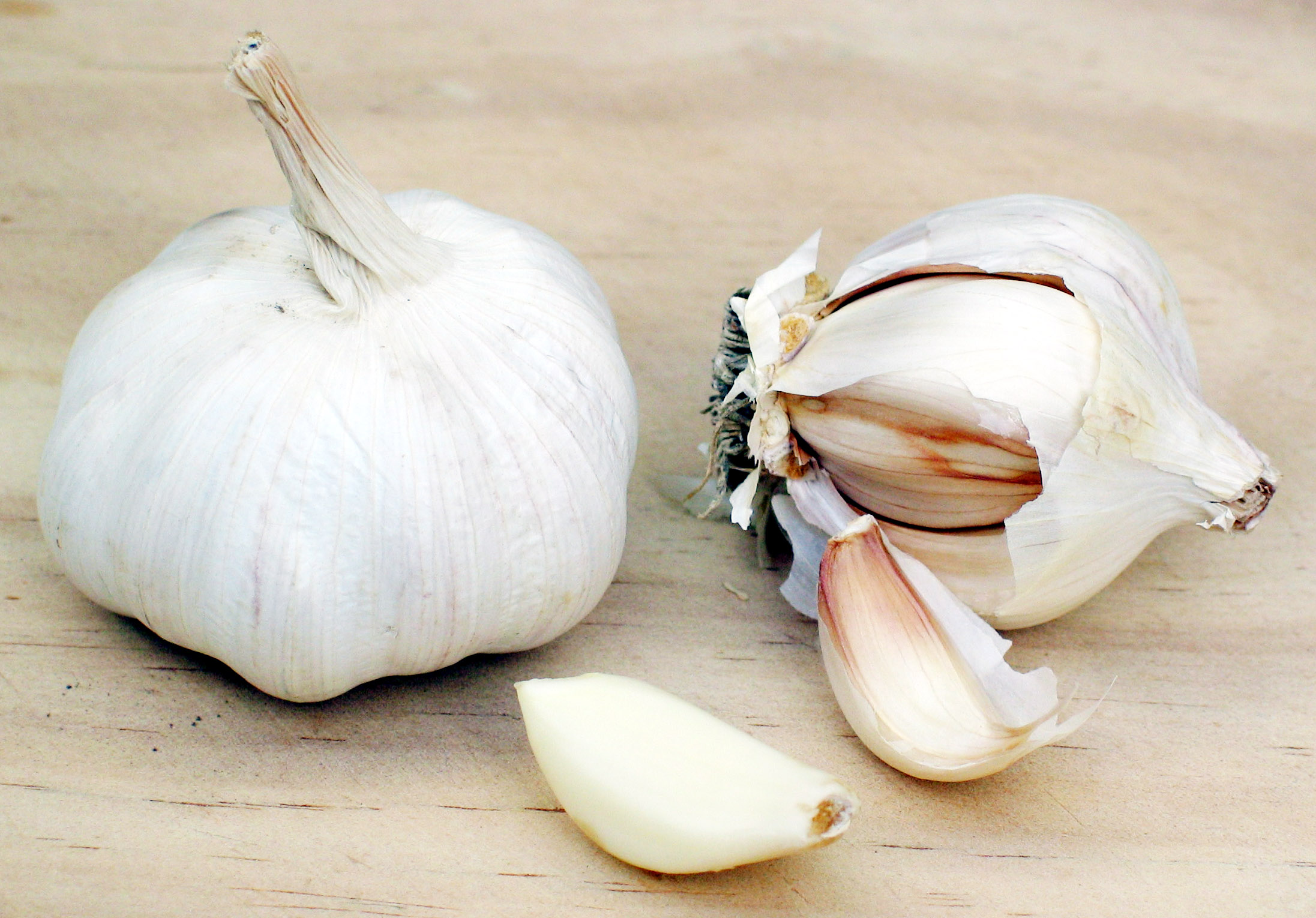
Dente de alho
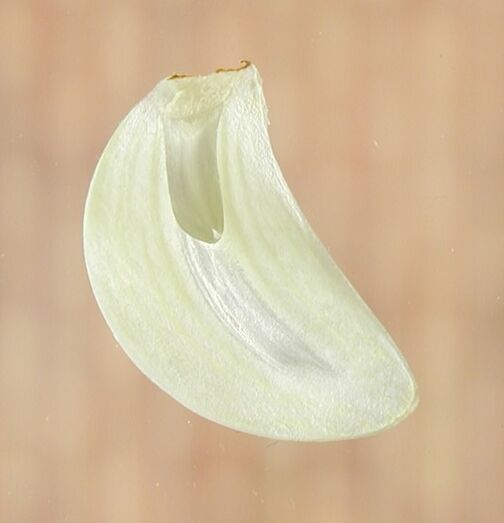
Detalhe interno
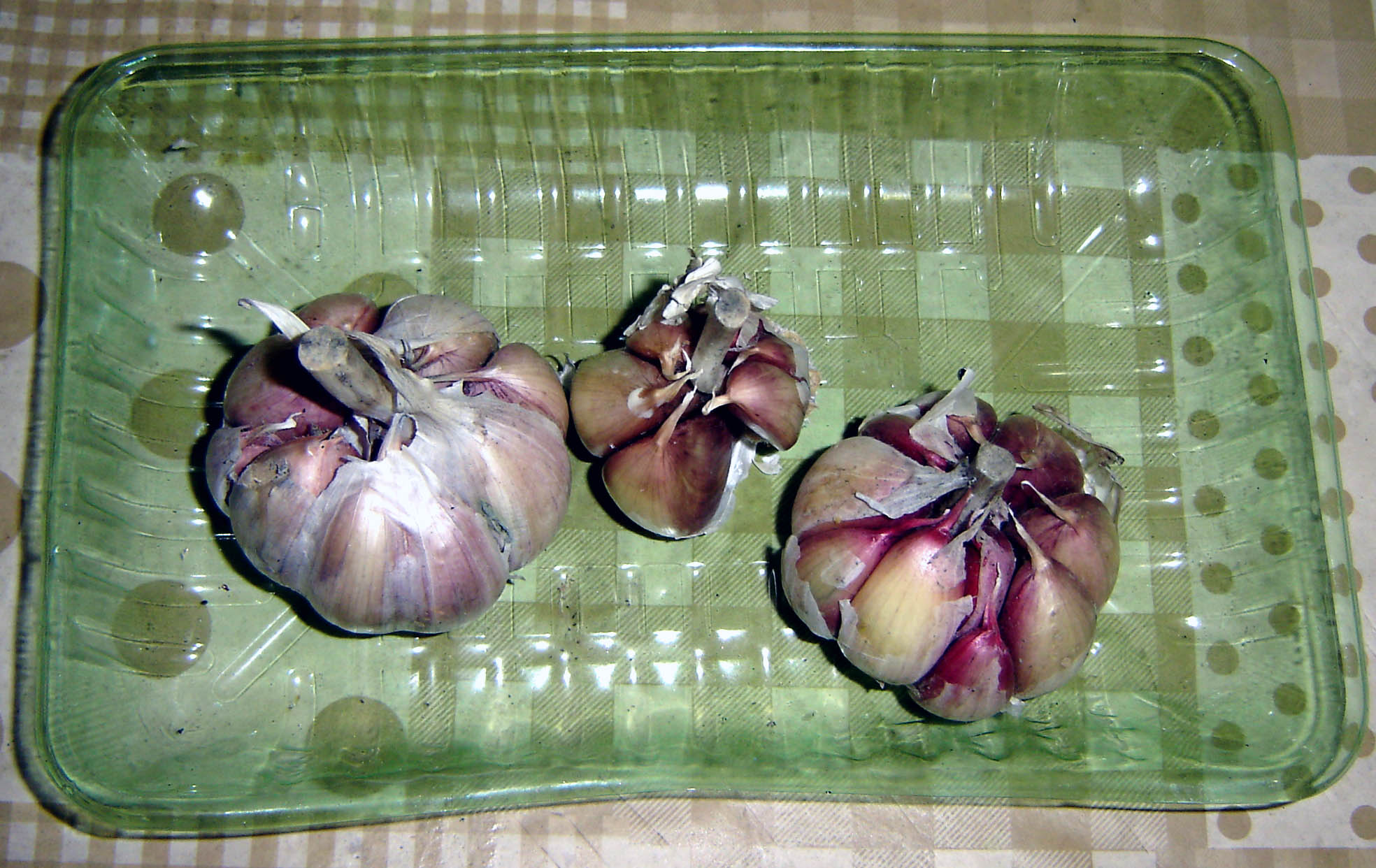
Alho do Brasil
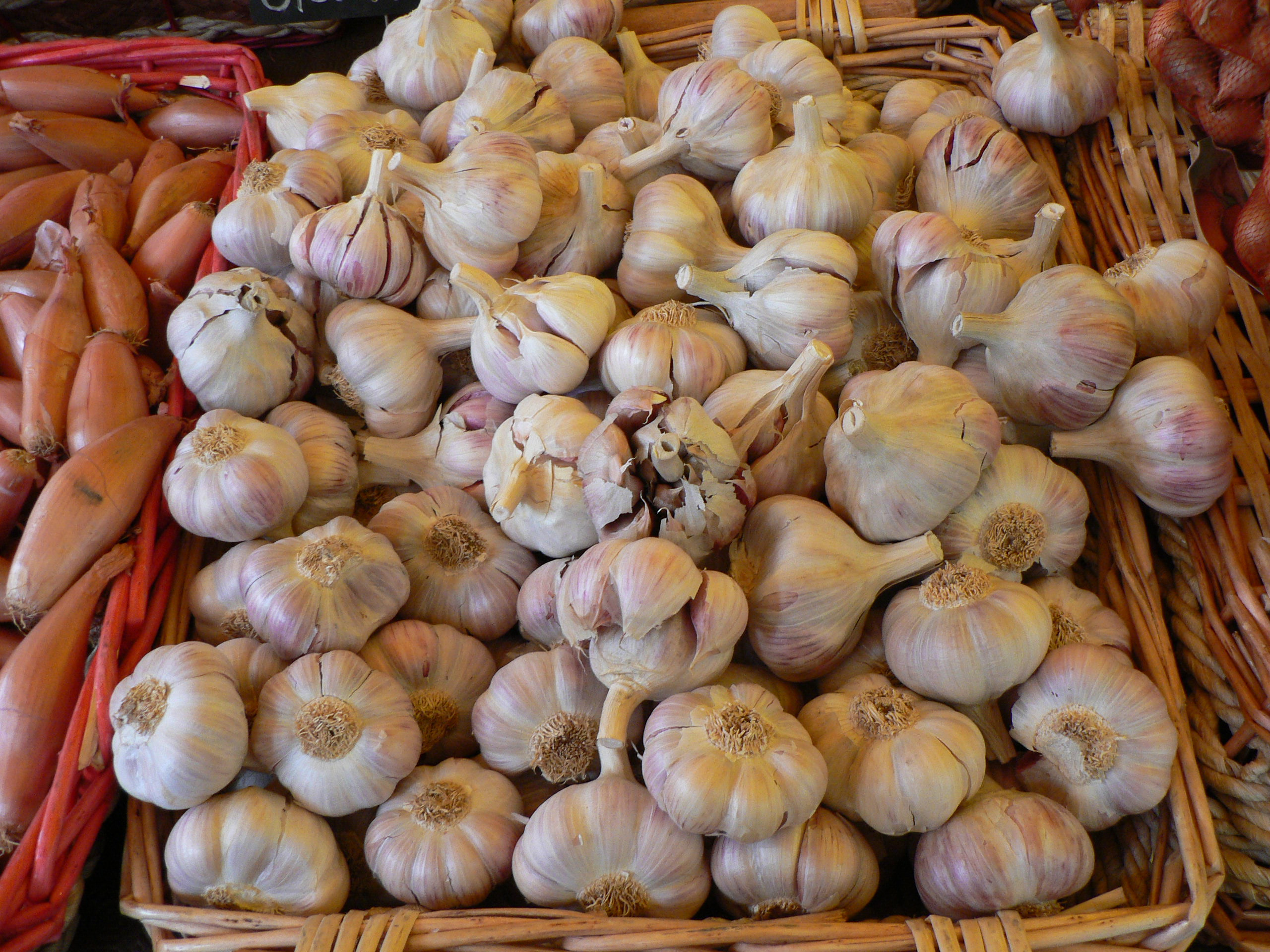
Alho da França
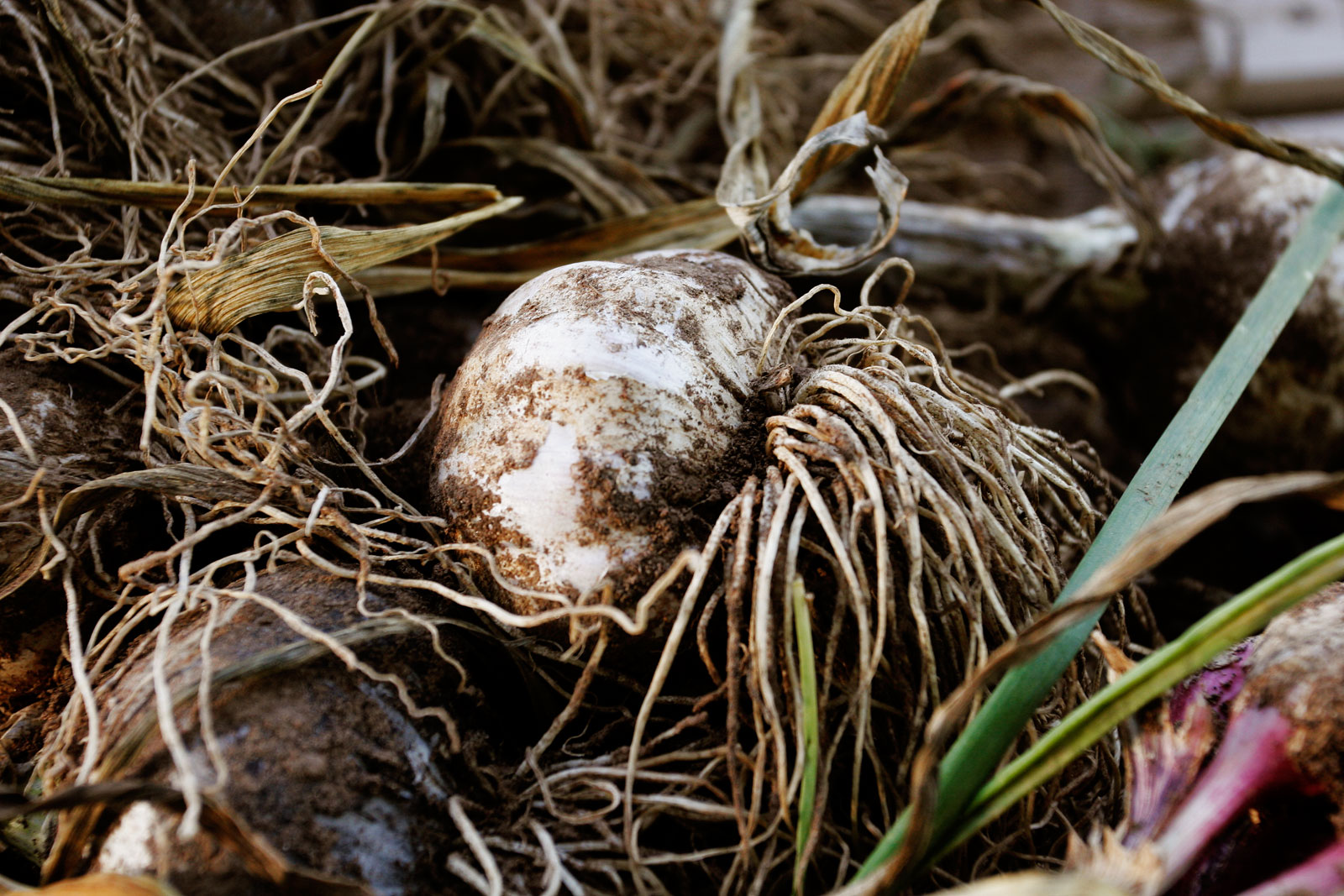
Raiz
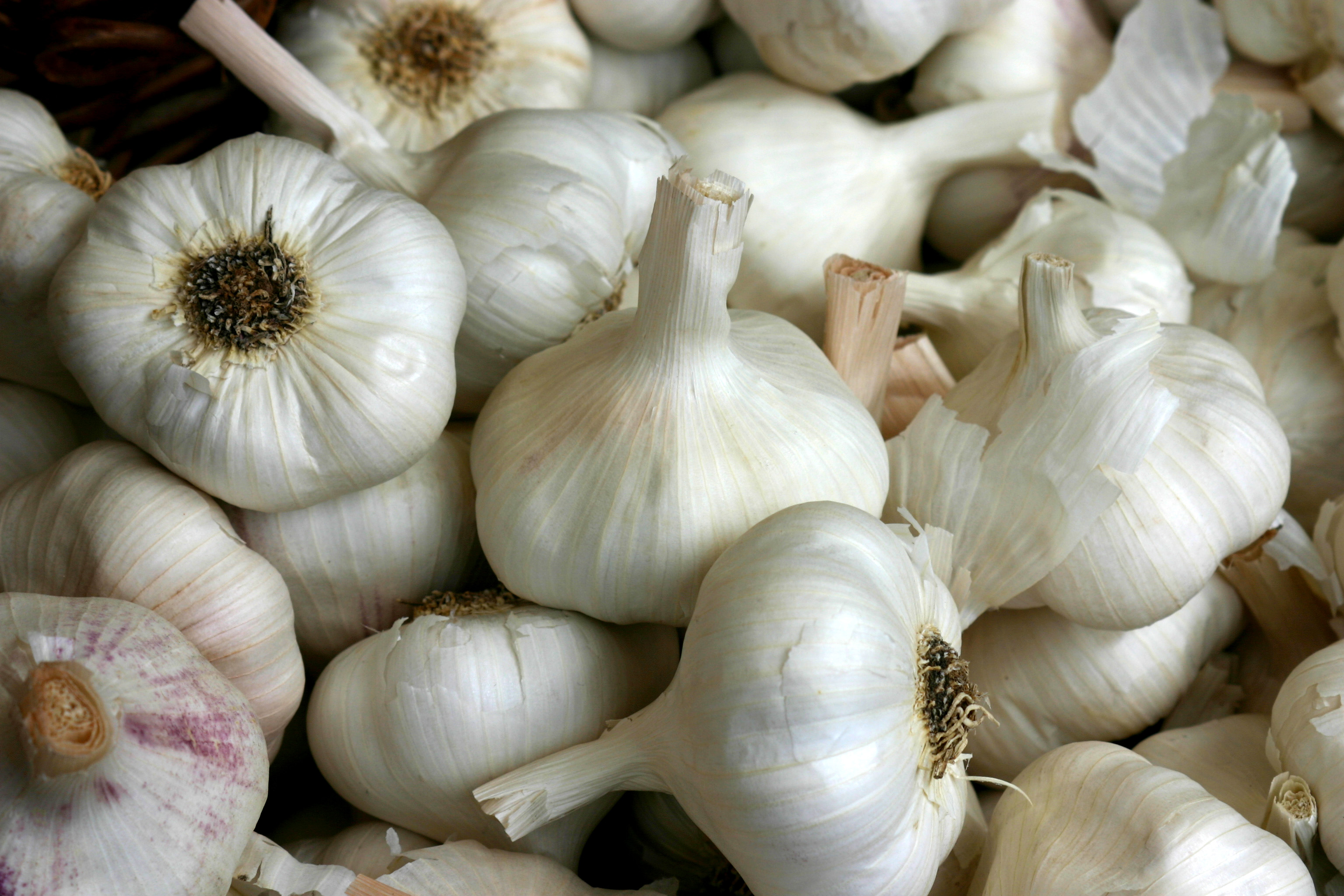
Alho da Alemanha

## Créditos
- Atlas das variedades do Alho

- NOSSO ALHO. Distribuição gratuita da ANAPA. 7ª ed. junho de 2010. Benefícios do alho. p. 18-19. ISSN:2177-2959.